# زاك إيدي
زاك إيدي (بالإنجليزية: Zach Edey)‏ (مواليد 14 مايو 2002) هو لاعب كرة سلة جامعي كندي لفريق بوردو Boilermakers في اتحاد العشرة الكبار.

## النشأة ومهنة المدرسة الثانوية
ولد زاك إيدي في تورونتو في 14 مايو 2002 لوالدين جوليا وجلين إيدي. يبلغ طوله 6-قدم-3-بوصة (1.91 م) ولدت والدته لمهاجرين صينيين في تورونتو، حيث نشأت ولعبت كرة السلة؛ والده أبيض. نشأ إيدي وهو يلعب هوكي الجليد وكذلك البيسبول، والتي لعبها والده أيضًا أثناء نشأته. بصفته طالبًا في العام الثاني في مدرسة Leaside High School في تورونتو، بدأ إيدي بلعب كرة السلة مع برنامج اتحاد الملوك الشمالي الرياضي للهواة. لقد التزم باللعبة فقط عندما جعل ارتفاعه الإستثنائي لعبة البيسبول غير عملية، حيث أثرت منطقة ضربه على قدرته على اللعب.
أنتقل إيدي إلى الولايات المتحدة وحضر أكاديمية آي إم جي في برادنتون فلوريدا. انضم إلى فريق الدرجة الثانية في عامه الأول، حيث عمل يوميًا مع مدرب آي إم جي ولاعب الاتحاد الوطني لكرة السلة السابق دانيال سانتياغو. تمت ترقية إيدي إلى المنتخب الوطني للمدرسة في العام التالي. تم تجنيده من فئة ثلاث نجوم بالإجماع، وأعاد تصنيفه إلى فئة 2020 والتزم بلعب كرة السلة في جامعة بوردو على عروض بايلور وسانتا كلارا، من بين آخرين.

## مهنة الكلية

### الموسم الجديد
في موسمه الجديد في جامعة بوردو، كان إيدي مدرجًا في 7 قدم 4 في (2.24 م)، مما يجعله أطول لاعب في تاريخ اتحاد العشرة الكبار. في 2 مارس 2021، سجل 21 نقطة وسبع كرات مرتدة من مقاعد البدلاء في فوز 73-69 على ويسكونسن. شارك وقت اللعب مع زميله المركز تريفيون ويليامز، وحقق متوسط 8.7 نقطة و4.4 كرات مرتدة و1.1 قطعة في 14 دقيقة لكل لعبة، وربح فريق Big Ten All-Freshman Team.

### الموسم الثاني
لبدء سنته الثانية، انتقل إيدي إلى دور البداية. في 3 يناير 2022، سجل 24 نقطة و10 متابعات في 20 دقيقة في خسارة 74-69 أمام ويسكونسن. في 26 فبراير 2022، سجل إيدي 25 نقطة في 22 دقيقة في خسارة 68-65 أمام ولاية ميشيغان. كطالب في السنة الثانية، حقق متوسط أعلى مستوياته المهنية في كل فئة بإستثناء نسبة الرمية الحرة، بمتوسط 14.4 نقطة و7.7 كرات مرتدة و1.1 تمريرات و1.2 قطعة في 19 دقيقة فقط لكل لعبة. بعد إنتهاء الموسم، تم تعيين إيدي في الفريق الثاني All-Big Ten.

### موسم الناشئين
في 17 كانون الأول (ديسمبر) 2022، أصبح إيدي اللاعب رقم 55 في تاريخ بيرديو الذي وصل إلى 1,000 نقطة مهنية واللاعب الحادي عشر في تاريخ بيرديو الذي وصل إلى 100 نقطة في مسيرته المهنية.
خلال موسم 2022-2023، تلقى إيدي أكبر عشرة لاعبين في الأسبوع ست مرات، وربط الرقم القياسي المدرسي لمعظم الجوائز في موسم واحد (كاليب سوانيجان، 2016-2017) وارتفع إلى المركز الثاني على الإطلاق في الرجال. كرة السلة في العشرة الكبار (إيفان تيرنر، 2010-2011).
في نهاية الموسم، حصل إيدي على جائزة أفضل عشرة لاعبين في العام وأفضل لاعب وطني في أخبار الرياضة. كما حصل على إجماع الفريق الأول All-American.

## مسيرة المنتخب الوطني
مثَّل إيدي كندا في كأس العالم لكرة السلة تحت 19 سنة فيبا 2021 في لاتفيا. بلغ متوسطه 15.1 نقطة، وهو أعلى مستوى في البطولة، 14.1 كرة مرتدة و2.3 قطعة لكل لعبة، مما أدى بفريقه إلى الميدالية البرونزية وتم إختياره في فريق البطولة.
في 24 مايو 2022، وافق إيدي على الالتزام لمدة ثلاث سنوات باللعب مع المنتخب الكندي للرجال الكبار.

## إحصائيات المهنة

### كلية
| السنة         | الفريق        | لعب | بدأ | دقيقة | ميداني% | ثلاثية | حرة  | ارتداد | صنع | استلاب | تصدي | نقطة |
| ------------- | ------------- | --- | --- | ----- | ------- | ------ | ---- | ------ | --- | ------ | ---- | ---- |
| 2020–2021     | بوردو         | 28  | 2   | 14.7  | .597    | –      | .714 | 4.4    | .4  | .1     | 1.1  | 8.7  |
| 2021–2022     | بوردو         | 37  | 33  | 19.0  | .648    | –      | .649 | 7.7    | 1.2 | .2     | 1.2  | 14.4 |
| 2022–2023     | بوردو         | 33  | 33  | 31.6  | .606    | –      | .736 | 12.8   | 1.5 | .2     | 2.1  | 22.3 |
| حياته المهنية | حياته المهنية | 98  | 68  | 22.0  | .619    | –      | .702 | 8.3    | 1.1 | .2     | 1.5  | 15.4 |

## روابط خارجية
- بوردو Boilermak